# Hypochrysops aurifer
Hypochrysops aurifer is een vlinder uit de familie van de Lycaenidae. De wetenschappelijke naam van de soort is voor het eerst geldig gepubliceerd in 1808 door Grose-Smith.